# Камбин, Парвиз
Парвиз Камбин (англ. Parviz Kambin, 1931 — 29 марта 2020) — американо-иранский врач и хирург-ортопед. Он был профессором ортопедической хирургии и основал кафедру исследований хирургии позвоночника в Медицинском колледже Университета Дрекселя. Он опубликовал более 55 статей в рецензируемых журналах, отредактировал два учебника и написал главы в учебниках по хирургии позвоночника. Он читал лекции по всему миру в области минимально инвазивной хирургии позвоночника. Его исследования и разработки по этой специальности начались в 1970 году.

## Биография
Камбин родился 21 мая 1931 года в Тегеране, Иран. В 1956 году он получил докторскую степень по медицине на медицинском факультете Тегеранского университета. Продолжил последипломное обучение в качестве интерна в Региональном медицинском центре Св. Иосифа. Затем он прошёл четырёхлетнюю ординатуру в ортопедической больнице Нью-Джерси и Нью-Йоркском университете и в 1965 году получил сертификат Американского совета по ортопедической хирургии.
Камбин был профессором ортопедической хирургии и основал кафедру хирургии позвоночника в Медицинском колледже Университета Дрекселя. Он был признан Колледжем врачей Филадельфии, а его работы частично выставлены в Музее медицинской истории Мюттера. Вместе с несколькими коллегами он способствовал созданию Международного общества минимального вмешательства в хирургии позвоночника в 1988 году и был избран первым президентом общества в 1990 году. Он ввёл термин «минимально инвазивная хирургия позвоночника», и в Медицинском словаре Дорланда ему приписывают описание «треугольной рабочей зоны Камбина».

## Исследования
Вклад Парвиза Камбина в область хирургии позвоночника получил признание как в медицинских кругах, так и в хирургической индустрии. Ранние экспериментальные работы Камбина начались в 1970 году. Используя серию исследований на трупах в Пенсильванском университете и аспирантурной больнице Филадельфии, он разработал инструменты и описал анатомию и путь латерального доступа к позвоночному каналу для доступа и удаления фрагментов межпозвоночной грыжи.

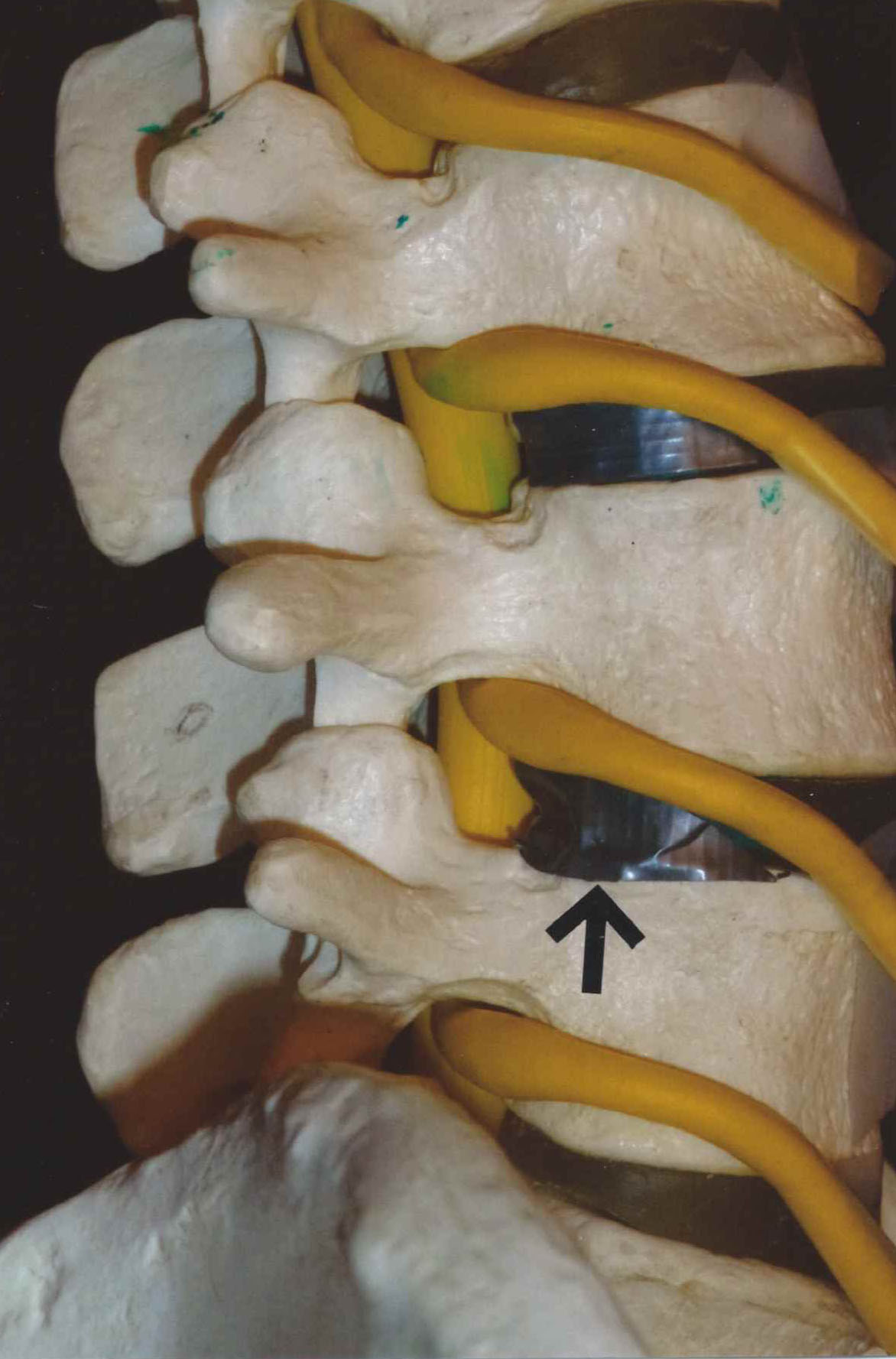
Демонстрация треугольной рабочей зоны Камбина на модели позвоночника

Впоследствии он начал свою экспериментальную работу по изучению эффективности задне-латерального доступа к грыжам поясничных дисков. Предварительное исследование Камбином девяти пациентов, перенесших латеральную дискэктомию, было опубликовано в рецензируемом журнале Clinical Orthopaedics and Related Research (дословно — «Клиническая ортопедия и смежные исследования») в апреле 1983 года и считается первой публикацией по этому вопросу в западной литературе. Ему также принадлежат 34 патента США и Европы в области малоинвазивной хирургии позвоночника.

## Награды
- Премия Американской академии неврологических и ортопедических хирургов за выдающиеся достижения, июль 2000[13]
- Американская академия минимально инвазивной спинальной медицины и хирургии: «Зал славы минимально инвазивных вмешательств», Лас-Вегас, Невада, декабрь 2000[14]
- Королевский колледж хирургов, США, «Награда за жизненные заслуги», декабрь 2005[15]
- Премия Всемирного конгресса минимально инвазивной хирургии позвоночника за выдающиеся достижения, июнь 2008[13]

## Международная деятельность
Во время встречи с Адамом Шрайбером из Швейцарии, Марио Броком из Берлинского университета и Я.А.Н. Шеппердом из Великобритании было выражено желание создать международное общество, занимающееся исследованием и обучением новой технологии. Доктор Хидзиката из больницы Тоден, Япония, описал удаление ядерной ткани межпозвоночного диска (нуклеотомию) для лечения грыж межпозвоночных дисков в 1975 году. Профессор Шрайбер принял эту технику и использовал её в своей практике. Камбин выступил против использования термина «нуклеотомия» в названии вновь образованного общества. Он считал, что к смещённым фрагментам грыжи диска необходимо получить доступ и удалить. Камбин был избран первым президентом вновь организованного общества. Он ввёл термин «минимальное вмешательство в хирургию позвоночника», зарегистрировав общество как некоммерческую организацию, занимающуюся образованием и исследованиями в Содружестве Пенсильвании. Название «Международное общество минимального вмешательства в хирургии позвоночника» (англ. International Society for Minimal Intervention in Spinal Surgery, ISMISS) было основано 10 апреля 1990 года. Его первый учебник «Артроскопическая микродискэктомия, минимальное вмешательство в хирургии позвоночника» был опубликован в 1991 году. Общество было создано под эгидой Société Internationale de Chirurgie Orthopédique et de Traumatologie (Международное общество ортопедической хирургии и травматологии).

## Передача опыта
Парвиз Камбин оставался активным деятелем Высшей больницы (англ. Graduate Hospital), где он обслуживал пациентов, преподавал и проводил исследования более 30 лет. Впоследствии он принял штатную академическую должность в Медицинском колледже Университета Дрекселя, где продолжил свои исследования и уход за пациентами. Он также участвовал в проведении лекций Парвиза Камбина в Ортопедическом обществе Филадельфии, где ежегодно известные хирурги позвоночника представляют свои работы ортопедическому сообществу Филадельфии. Норман Йохансон, председатель отделения ортопедической хирургии в Дрекселе, прокомментировал: «Новаторская работа доктора Камбина в области минимально инвазивной хирургии позвоночника служит вдохновением для меня, наших преподавателей и ординаторов-ортопедов».

## Избранные публикации
- Kambin, P.:  Discectomie Percutanee Au Tracer. Abstract Rhumato, Vol. 23 pp 11, September/October 1987.
- Kambin, P:  Percutaneous Lumbar Discectomy: Current Practice.  	Surgical Rounds for Orthopaedics, pp 31–35, December 1988.
- Schaffer, J.L. and Kambin, P.:  Percutaneous Posterolateral Lumbar Discectomy and Decompression with a 6.9-Millimeter Cannula.  The Journal of Bone and Joint Surgery, Vol. 73-A, No. 6, pp 822–831, July 1991.
- Schaffer, J.L., Kambin P:  Percutaneous Posterolateral Lumbar Discectomy and Decompression with a 6.9 Millimeter Cannula: Analysis of Operative failures and Complications. The Year Book of Neurology and Neurosurgery, pp 375–377, 1993.
- Kambin,P., Cohen, L., Brooks, M., and Schaffer, JL:  Development of Degenerative Spondylosis of the Lumbar Spine after Partial Discectomy.  SPINE Vol. 20, No.5 pp 599–607, March 1995.
- Kambin, P., Casey, K., O'Brien, E., and Zhou, L:  Transforaminal arthroscopic decompression of lateral recess stenosis.  J Neurosurgery 84: 462-467, 1996.
- Kambin, P. (Moderator) Parke, W, Regan, JJ, Schaffer JL, Yuan, HA: Instructional Course, Minimally Invasive Arthroscopic Spinal Surgery, American Academy of Orthopaedic Surgeons, Annual Meeting, Atlanta, Georgia, February 24, 1996
- Hermantin, F.U., Peters, T., Quartararo, L., Kambin, P: Prospective, Randomized Study Comparing the Results of Open Discectomy with Those of Video-Assisted Arthroscopic Microdiscectomy. The Journal of Bone and Joint Surgery, Vol. 81-A, No. 7, pp  958 –65, July 1999.